# Wojciech Polak
Pour les articles homonymes, voir Polak.
Wojciech Polak (né le 19 décembre 1964 à Inowrocław) est un prélat catholique polonais, docteur en théologie morale, évêque auxiliaire de Gniezno de 2003 à 2014, secrétaire général de la Conférence épiscopale polonaise de 2011 à 2014, il est l'archevêque de Gniezno et primat de Pologne depuis le 17 mai 2014.

## Biographie

### Jeunesse et éducation
Wojciech Polak est né le 19 décembre 1964 à Inowrocław. Il a grandi dans le village de Suchatówka dans la commune de Gniewkowo. Il obtient une licence en 1983 à Toruń.
De 1983 à 1988, il étudie la philosophie et la théologie au Séminaire primatial de Gniezno. Il obtient une maîtrise en théologie morale à la faculté pontificale de théologie de Poznań. Il est ordonné prêtre le 13 mai 1989 dans la cathédrale de Gniezno par le cardinal Jozef Glemp, primat de Pologne.
Il poursuit ses études en théologie morale dans les années 1991-1995 à l'Académie alphonsienne, et à l'Institut supérieur de théologie morale de l'Université pontificale du Latran à Rome. En 1996, il obtient un doctorat sur la base d'une thèse sur la dimension ecclésiale du péché et de la réconciliation dans l'enseignement post-conciliaire de l'Église, qu'il a défendu en 1995,.

### Prêtre
En 1989-1991 il est envoyé comme vicaire à la paroisse de Farna à Bydgoszcz. Il est dans le même temps secrétaire de l'évêque auxiliaire de Gniezno Jan Nowak, puis vicaire épiscopal pour la ville de Bydgoszcz.
En 1995, il devient préfet et professeur de théologie morale au séminaire primatial de Gniezno. Il donne également des cours de théologie morale à l'Institut de théologie de Gniezno et à l'institut pour la culture chrétienne de Bydgoszcz. En 1998, il devient professeur adjoint au département de théologie morale et de spiritualité de la Faculté de Théologie de l'Université Adam Mickiewicz de Poznań.
En 1999-2003, il occupe le poste de recteur du séminaire de Gniezno. En 1999, il devient le doyen de la Faculté de Théologie de l'Université.
Comme recteur du séminaire diocésain, il fait partie du conseil pastoral et du conseil presbytéral dont il assure la fonction de secrétaire. Il est également membre du Collège des consulteurs. Il a occupé le poste de rédacteur en chef adjoint de la revue "Etudes Gnesnensia".
Nommé recteur de l'église de Saint-George dans le château de Gniezno il est aussi chanoine du chapitre collégial, où en 2003, il est élu prévôt du chapitre.

### Évêque auxiliaire de Gniezno
Le 8 avril 2003, le pape Jean-Paul II le nomme évêque auxiliaire de l'archidiocèse de Gniezno avec le siège titulaire de Mon in numidia,. Il est consacré évêque le 4 mai 2003 en la cathédrale de Gniezno. Il est consacré par Henryk Muszyński, l'archevêque de Gniezno assisté par Stanislaw Gadecki de Poznań et l'évêque auxiliaire de Gniezno : Bogdan Wojtus. Il choisit comme devise épiscopale "Confiteria Jesum Dominum". En mai 2003, il devient vicaire général de l'archidiocèse. Dans la curie métropolitaine il prend les fonctions de président du département de la catéchèse et des écoles catholiques, président du département des Affaires religieuses et président du Département de la Pastorale des jeunes. Il a également été directeur des études pastorales pour les prêtres de l'Archidiocèse et membre du Programme d'études, ainsi que président du comité de rédaction du Primat Publishing Gaudentinum, et après la réorganisation du Président du Publishing économie.
Il participe à l'élaboration de codes de conduite pour l'église face aux accusations d'actes pédophiles contre des membres du clergé, ces codes sont adoptés par la Conférence des évêques de Pologne en 2009.
Le 17 décembre 2011, il est nommé par le pape Benoît XVI membre du Conseil pontifical pour la pastorale des migrants et des personnes en déplacement.
Il occupe le poste de secrétaire général de la Conférence des évêques de Pologne de 2011 à 2014. En tant que Secrétaire général de la CEP il reçoit l'adhésion officielle au sein du comité mixte de représentants du Gouvernement, et KEP.

### Archevêque de Gniezno et primat de Pologne
Le 17 mai 2014, le pape François le nomme archevêque de Gniezno et primat de Pologne,. Il prend canoniquement possession de son siège le 7 juin 2014 et prend ainsi possession de la cathédrale de Gniezno. Il reçoit son Pallium de métropolitain le 29 juin 2014.

## Source
- (pl) Cet article est partiellement ou en totalité issu de l’article de Wikipédia en polonais intitulé « Wojciech Polak » (voir la liste des auteurs).